# Nowe Zalesie (powiat wysokomazowiecki)
Nowe Zalesie – wieś w Polsce położona w województwie podlaskim, w powiecie wysokomazowieckim, w gminie Szepietowo.
W latach 1975–1998 miejscowość należała administracyjnie do województwa łomżyńskiego.
Aktualnie znajdują się tam 22 domy i gospodarstwa zamieszkałe. 
Wierni kościoła rzymskokatolickiego należą do parafii Narodzenia NMP w Wyszonkach Kościelnych.

## Historia
W roku 1921 Zalesie Nowe w Gminie Piekuty. Naliczono tu 25 budynków z przeznaczeniem mieszkalnym oraz 143 mieszkańców (66 mężczyzn i 77 kobiet). Narodowość polską podało 141 osób, a 2 inną.

## Obiektyzabytkowe
- dom drewniany z 1. połowy XX w.
- kapliczka murowana z 1. połowy XX w.
- krzyż przydrożny, metalowy, z cokołem kamiennym z 1905[9]